# Älvsyssel
Älvsyssel (norska Elfsysla/Elvsyssel, fornvästnordiska Elfarsýsla) är ett äldre namn på södra Bohuslän från Göta älv i söder till Havstensfjorden och Bäveån vid Uddevalla i norr. Invånarna kallades elvgrimar (fornvästnordiska elfargrimar).

## Härader och skeppsredor i Älvsyssel
Älvsyssel bestod av Inlands skeppsredor (norska skipreide): Faxehärads eller Faxe härads (Inlands Södre härad), Grössbacka (Inlands Nordre härad), Torpe (Inlands Torpe härad) och Fräkne (Inlands Fräkne härad); samt öarna Hisingen (ursprungligen Hisings skeppsreda, under mitten av 1200-talet delat mellan Svenska och Norska Hisingen, sedermera Östra Hisings härad respektive Västra Hisings härad), Tjörn (Tjörns skeppsreda/Tjörns härad) och Orust (Ordost Östre skeppsreda/Orusts Östra härad och Ordost Västre skeppsreda/Orusts Västra härad). Skeppsredorna från den norska tiden motsvarades efter 1658 av de svenska häraderna.

## Historisk bakgrund
Vid kung Sverre Sigurdssons indelning av Norge i sysslor (norska även sysla) under slutet av 1100-talet delades Ranrike, det område som nu är Bohuslän, i Älvsyssel och Ranrikesyssel. Älvsyssels tingsplats låg på Bagaholmen (nu Fästningsholmen) i Nordre älv.

### Älvsyssels äldsta stad och två medeltida borgar
Den äldsta staden i Älvsyssel var Kungahälla (no. Konghelle), första gången med säkerhet omnämnd ca 1135. Vid denna tid anfölls och skövlades staden av vender från Pommern. Till stadens försvar anlade Håkon Håkonsson drygt 100 år senare borgen på Ragnhildsholmen i Nordre älv (även omtalad som Mäklaborg eller Nicklaborg), sista gången omnämnd 1310.
Norges kung Håkon Magnusson började 1308 anlägga Bohus fästning. 1476 kallades Älvsyssel första gången Bahus len. Inte förrän Sverige tog över provinsen i och med freden i Roskilde 1658 blev slottslänet Bohus varaktigt liktydigt med vad som idag avses med landskapet Bohuslän.

### Älvsyssel som förläning
1304 blev Älvsyssel förlänat till hertig Erik av Håkon Magnusson efter att den svenske hertigen trolovats med den norske kungens dotter Ingeborg. Efter att Håkon bytt sida i brödrastriden mellan hertigarna Erik och Valdemar å ena sidan och kung Birger Magnusson å den andra, belägrade han Eriks uppehållsort Kongahälla och Ragnhildsholmen. Det var i samband med denna konflikt som Bohus fästning började byggas.
Vid freden i Helsingborg 1310 fick hertig Erik avsäga sig Älvsyssel. Det är dock inte känt om området återlämnades till Norge. 1312 gifte sig Erik och Ingeborg i Oslo. Året därpå firade de bröllopsfest i Lödöse intill Göta älv, en av stödjepunkterna i Eriks västsvenska hertigdöme: Västergötland, Dal och Värmland, motsvarande dåvarande Skara stift och Norra Halland.
1319 förlänades Älvsyssel till Eriks änka, hertiginnan Ingeborg, som en del av hennes underhållsland i samband med att sonen Magnus Eriksson som treåring blivit kung i både Norge och Sverige. Också för henne var Älvsyssel en del av en större förläning; hon innehade även Lödöse och Axevalla hus med fem härader i Västergötland och Värmland samt Norra Halland. 1327 tvingades Ingeborg lämna sina norska län; detsamma hade hon fått göra i Sverige redan året innan.
I ett andra morgongåvobrev 1353 erhöll drottning Blanka av Namur Älvsyssel utom Orust, som ersättning för Tønsberg, vars län då omfattade mer än nuvarande Vestfold fylke. Sedan 1335 innehade hon Lindholmen på Hisingen samt Lödöse, och fick på så vis ett sammanhållet landområde. 1363–1365 var Älvsyssel pantlän åt hertig Erik II av Sachsen-Lauenburg.

## Namnet Älvsyssel inom Svenska kyrkans organisation
Namnet Älvsyssel har i modern tid förekommit inom Svenska kyrkans organisation (fram till 1 april 2007, se respektive artikel): Älvsyssels södra kontrakt och Älvsyssels norra kontrakt i Göteborgs stift. Under den norska tiden motsvarades dessa båda kontrakt av Älvsyssels prosteri (norska prosti) inom Oslo bispedømme. Fylkeskyrkan låg i Kungahälla, senare Ytterby.